# ミカエル3世
ミカエル3世“メテュソス”（ギリシャ語: Μιχαήλ Γʹ ὁ Μέθυσος, ラテン文字転写: Mikhaēl III ho Methysos, 840年1月19日または20日 - 867年9月23日または24日は、東ローマ帝国アモリア王朝の第3代（最後）の皇帝（在位：842年 - 867年）。同王朝第2代皇帝テオフィロスの子。中世ギリシア語読みでは「ミハイル」となる。“メテュソス”は「飲んだくれ」「酔っ払い」を意味するあだ名。

## 生涯
842年に父テオフィロスが没したとき、わずか2歳という幼年であったため、母テオドラと宦官のテオクティストスが政務を取り仕切った。テオドラはイコノクラスムを終わらせ、843年にイコン崇拝の復活を宣言した。続けてテオドラはクレタ島の回復を目的とした戦いを開始したが、成果は上がらなかった。
成人したミカエル3世は、母に実権を握られて傀儡であることを苦々しく思い始めた。そこで、かつてテオクティストスと対立して追放されていた叔父のバルダス（テオドラの弟。中世ギリシャ語読みでは「ヴァルダス」）らと協力して855年にクーデターを起こし、テオドラを修道院に追放して親政を開始した。
彼は実権を獲得するにあたって協力したバルダスを重用し、864年には「カイサル」（副皇帝）に任じた。また863年にアッバース朝領内のアミールが小アジアに侵入してきた時にはバルダスの兄弟ペトロナスを将軍として派遣し、ララカオンの戦いでアミールの軍の撃破に成功した。この時ミカエル3世自身も戦いに参加している。この戦い以降、東ローマ帝国は小アジア東部でイスラーム勢力に対して攻勢に転じるようになっていく。一方でシチリア島では、アグラブ朝による攻勢を食い止めることができなかった。また小アジアにおける異端のパウロ派の勢力拡大にも、効果的な対策を行うことができなかった。なお860年には黒海の北岸からルーシ（のちのキエフ・ルーシ）がコンスタンティノポリスに来襲している。
彼の代にはコンスタンティノポリスにおける建築活動が盛んになった。聖ソフィア大聖堂ドームに現存する聖母子のモザイクはミカエル3世時代に作成された可能性が高い。867年には宮殿内にファロス教会も建設される。これらはいわゆるマケドニア朝ルネサンスにつながる文化的潮流となった。一方キュリロスとメトディオスをモラヴィアに派遣するなど、スラヴのキリスト教化を推進したため、教会の主導権を争っていたローマのカトリック教会との関係が険悪になり、さらには「フィリオクェ問題」や在俗の官僚であったフォティオスの総主教任命をめぐってローマ教会と対立。867年にはミカエル主宰の教会会議がローマ教会の「フィリオクエ」に関する教義を異端として退ける「フォティオスの分離」が起こった。
晩年は、アルメニア系の側近バシレイオスを重用するようになった。そしてバシレイオスは、ミカエル3世のもとで第2の実力者であったバルダスを866年4月に暗殺し、ミカエル3世もこれを黙認した。こうしてミカエル3世の有力重臣となったバシレイオスは、その1ヵ月後には共同皇帝として即位。だが翌年、ミカエル3世は対立したバシレイオスによって暗殺されてしまった。バシレイオスは皇帝バシレイオス1世として即位し（マケドニア王朝初代皇帝）、ここにアモリア王朝は断絶したのである。ただし865年にバシレイオスと結婚したエウドキア・インゲリナは、ミカエル3世が暗殺されるまでミカエルの愛人でもあったため、866年に生まれた、後のレオーン6世はミカエル3世の息子である可能性を否定できない。これが事実だとすれば公式上、バシレイオス1世の子孫となっているレオーン6世をはじめとするマケドニア王朝の幾人かの皇帝達は実はミカエル3世の子孫であり、アモリア王朝の血統は1056年まで存続したことになる。
後のマケドニア王朝時代になると、バシレイオス1世の帝位簒奪を正当化するために、ミカエル3世は暗愚な皇帝であったという逸話が作られた。例えば、小アジア半島に整備されていた烽火による通信網を「競馬場で戦車競走を行うのに集中できない」という理由で使えなくしてしまった、という話などが伝えられており、“メテュソス”という不名誉なあだ名もマケドニア王朝時代以降につけられたものである。だがオストロゴルスキーは「後世で不当に貶められているが、かといって彼を反動で偉大な皇帝と見てもいけない。この時代の真の支配者は彼の叔父のバルダスだった」としている。